# عبدالقادر (بازیکن فوتبال)
عبدل سلیمان قادر (اندونزیایی: Kancil; ۲۷ دسامبر ۱۹۴۸ – ۴ آوریل ۲۰۰۳) بازیکن فوتبال اهل اندونزی بود.
از باشگاه‌هایی که در آن بازی کرده است می‌توان به باشگاه فوتبال مدان اشاره کرد.
وی همچنین در تیم ملی فوتبال اندونزی بازی کرده است.
او با ۷۰ گل، بهترین گلزن ملی تاریخ اندونزی است.